# 外新城 (伯尔尼)

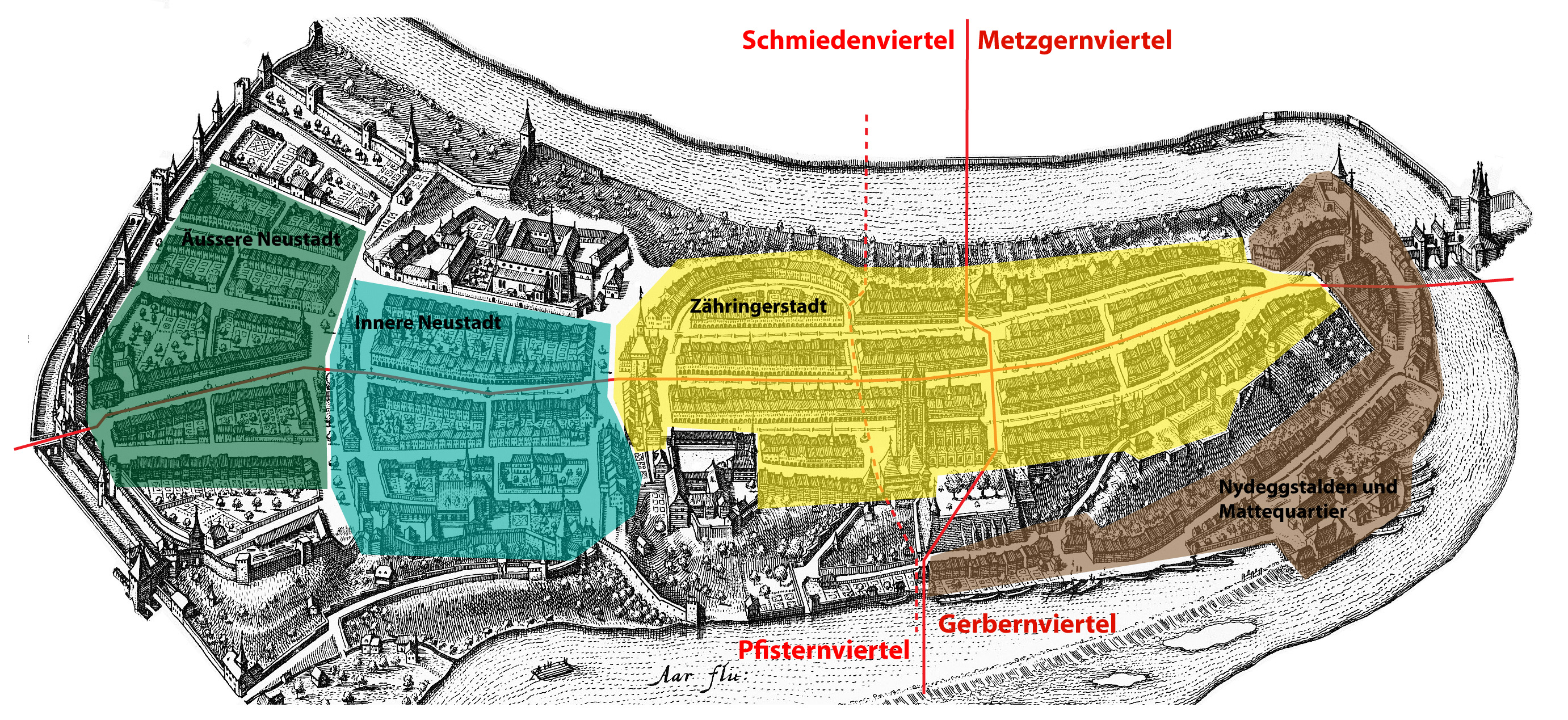

外新城（德語：Äussere Neustadt）是瑞士伯尔尼伯尔尼老城的一个部分。
狱塔（Käfigturm）作为伯尔尼的西部边界约有一个世纪之久。然而，随着城市的发展，人们开始在城墙外面定居。在1344年，城市开始建立第三道城墙，以保护不断增长的人口。到1346年，工程完工，六条新的街道被一堵城墙和圣克里斯托弗塔（Christoffelturm）保护。直到19世纪，圣克里斯托弗塔仍然是伯尔尼的西部边界。从1622年到1634年，在圣克里斯托弗塔之外增加了一系列防御墙。这些防御墙，称为大碉堡（Grosse Schanze）、小碉堡（Kleine Schanze）以及护城河（Schanzegraben），它们没有作为城市的生活空间。
在中世纪晚期，只有四条街道（Schauplatzgasse, Spitalgasse, 新街和Aarbergergasse) 两旁建起住宅，其他地区则用于农业和畜牧业。）